# 恐怖の蠍団
恐怖の蠍団（きょうふのさそりだん - Lonesome Crow）は、ドイツのハードロックバンドスコーピオンズの1枚目のスタジオアルバム。1972年リリース。

## 概要
ラインナップは、クラウス・マイネ(Vo.)、ルドルフ・シェンカー(G.)、マイケル・シェンカー (G.)、ロター・ハインベルク(B.)
、ウォルフガング・ズィオニー(Dr.) の5人。
マイケル・シェンカーがスコーピオンズの正規メンバーとして参加したスタジオアルバムは本作のみで、1979年に発売されたラヴドライヴはゲスト参加扱いとなっている。

## 収録曲
※クレジットは全曲SCORPIONS名義。
1. 狂熱の蠍団 - I'm Goin' Mad (4:53)
2. イット・オール・ディペンス - It All Depends (3:30)
3. リーヴ・ミー - Leave Me (5:06)
4. 安息を求めて - In Search Of The Peace Of Mind (4:59)
5. 悪魔の血が騒ぐ時 - Inheritance (4:41)
6. 恐怖の毒蠍 - Action (3:56)
7. ロンサム・クロウ - Lonesome Crow (13:31)
8. パープル・マルガリータ（あなたの愛を飲み干す）- Purple Margarita (Drinking Up your love) (34:21)